# 產學合作

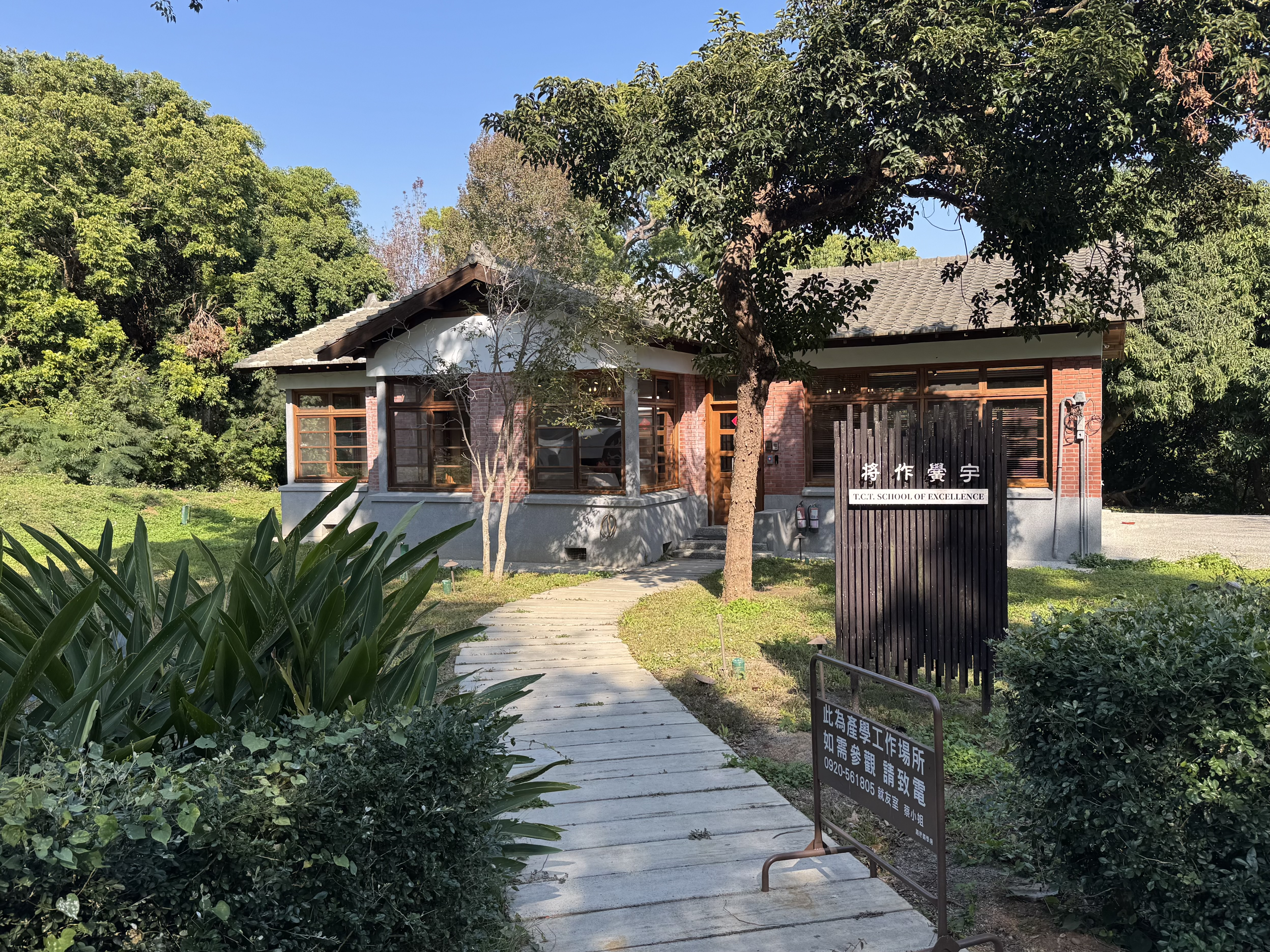
東海大學校園內的一座產學合作場域

產學（研）合作是指產業界和學術界（有时包括研究机构）合作進行產品的開發或是產品相關問題的技術研究，可能是公司將一些研究專案委託學校的老師，由老師及其學生（多半是研究所或是博士班學生）進行，由公司支付一定的費用，也有可能是老師將其專利授權給某公司使用，並進行技術轉移。